# Her Secret Weapon
Her Secret Weapon (hangul: 비밀병기그녀, também conhecido como The Secret Weapon e The Secret Weapon, Her) é um reality show sul-coreano sobre integrantes de girl groups de música popular coreana. O programa analisa sobre como as pessoas tornam-se fãs dum determinado grupo ou dum ídolo em particular, expondo os encantos ou as "armas secretas" de cada participante. São dez competidoras que mostram seus talentos e encantos escondidos através do programa, suas classificações são decididas por um painel de dez juízes jornalistas, especialistas da indústria e fãs de grupo de ídolos. O programa foi exibido no canal MBC Every 1 entre 19 de junho e 4 de setembro de 2015.

## Produção
Anunciado a 5 de junho de 2015, a MBC Plus Media lançou o teaser do programa, onde revelou cada participante todos os dias, junto com o trailer. A 17 de junho de 2015, um cartaz mostrando as dez concorrentes foi lançado nos meios de comunicação.
O programa foi apresentado por Defconn, Jang Su-won e Boom e contou com a participação das artistas Yerin (GFriend), Dahye (BESTie), Alice (Hello Venus), Solbin (LABOUM), Sihyun (SPICA), Daye (Berry Good), Jisoo (TAHITI), Minhee (STELLAR), Jei (Fiestar) e Daeun (2EYES). No quinto episódio, Yerin, Minhee, Jei e Daye foram eliminadas. Yerin e Minhee escolheram ficar, enquanto Jei e Daye escolheram ser substituídas por outra companheira do grupo. No sexto episódio, Taeha tornou-se a representante da Berry Good e Caolu tornou-se a representante da Fiestar.

## Ranking
| Ordem | Episódios | Episódios | Episódios | Episódios | Episódios | Episódios                  | Episódios | Episódios | Episódios | Episódios | Episódios |
| Ordem | 1         | 2         | 3         | 4         | 5*        | Resultados a médio prazo** | 6         | 7         | 8–10***   | 11        | 12        |
| --- | --------- | --------- | --------- | --------- | --------- | -------------------------- | --------- | --------- | --------- | --------- | --------- |
| 1 | Sihyun    | Dahye     | Yerin     | Alice     | Jisoo     | Dahye                      | Dahye     | Dahye     | Daeun     |           |           |
| 2 | Daeun     | Daeun     | Daeun     | Dahye     | Solbin    | Daeun                      | Caolu     | Caolu     | Dahye     |           |           |
| 3 | Daye      | Minhee    | Dahye     | Jei       | Alice     | Alice                      | Taeha     | Sihyun    | Caolu     |           |           |
| 4 | Dahye     | Alice     | Daye      | Daeun     | Dahye     | Jisoo                      | Jisoo     | Daeun     | Jisoo     |           |           |
| 5 | Jisoo     | Jisoo     | Sihyun    | Sihyun    | Jei       | Solbin                     | Sihyun    | Taeha     | Minhee    |           |           |
| 6 | Solbin    | Jei       | Solbin    | Solbin    | Daye      | Sihyun                     | Daeun     | Alice     | Sihyun    |           |           |
| 7 | Alice     | Sihyun    | Alice     | Jisoo     | Minhee    | Yerin                      | Solbin    | Jisoo     | Solbin    |           |           |
| 8 | Yerin     | Solbin    | Minhee    | Daye      | Sihyun    | Minhee                     | Minhee    | Solbin    | Taeha     |           |           |
| 9 | Jei       | Yerin     | Jisoo     | Minhee    | Daeun     | Daye                       | Alice     | Minhee    | Alice     |           |           |
| 10 | Minhee    | Daye      | Jei       | Yerin     | Yerin     | Jei                        | Yerin     | Yerin     | Yerin     |           |           |
| * Pontuações combinadas do quarto episódio e de cinco eventos. ** Pontuações combinadas dos episódios 1-5. Originalmente, a quinta parte inferior, era para ser eliminada. Após o empate em quinto lugar, isto acabou tornando-se a quarta parte inferior. *** Pontuações combinadas dos episódios 8-10. |           |           |           |           |           |                            |           |           |           |           |           |

     Competidoras empatadas em segundo lugar.
     Competidoras empatadas em terceiro lugar.
     Competidoras empatadas em quinto lugar.
     Competidoras empatadas em sexto lugar.
     Competidoras empatadas em sétimo lugar.
     Competidoras empatadas em oitavo lugar.
     Competidoras eliminadas, mas que optaram permanecer no programa.
     Competidoras eliminadas e substituídas por outra companheira do grupo.
     Competidora que substituiu sua companheira, após esta última ter sido eliminada.
     Competidora não presente no ranking.